# Koobi Fora

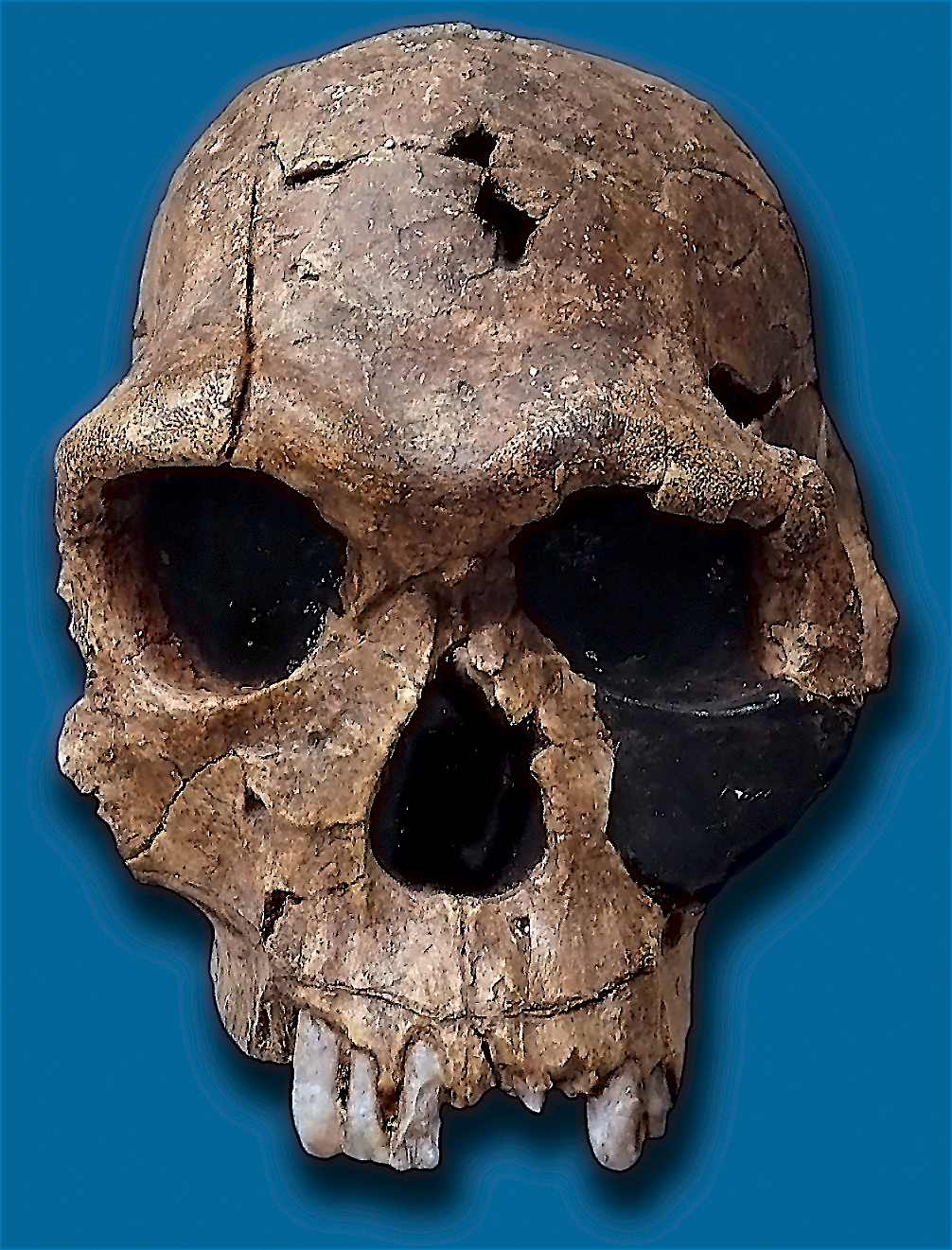
Cráneo hallado en Koobi Fora.

Koobi Fora es un yacimiento arqueológico situado en Kenia, junto al lago Turkana.
Los niveles estatigráficos de Koobi Fora se dividen en dos apartados. El primero lo forman los sedimentos más antiguos, datados en unos 1,9 - 1,8 millones de años y contienen artefactos de fabricación humana del tipo Olduvaiense.
El segundo apartado posee una cronología de unos 1,6 - 1,4 millones de años y en él se hallaron artefactos de la industria Karari.
En Koobi Fora también se han hallado numerosos restos fósiles humanos, entre los que destaca el primer Homo habilis.